# Frankfurter Büro Center
Frankfurter Büro Center – wieżowiec we Frankfurcie nad Menem, w Niemczech, zlokalizowany w centrum miasta posiadający 142 metry wysokości i 40 kondygnacji. Całkowita powierzchnia biurowca wynosi około 52 000 m². W wieżowcu mieszczą się powierzchnie biurowe zajmowane m.in. przez firmę Dresdner Bank, a także przez międzynarodową firmę adwokacką Clifford Chance. Podobnie jak w przypadku wieżowca Eurotower, budynek został zaprojektowany przez niemieckiego architekta Richarda Heila.